# Laurent Rodriguez
Laurent Rodriguez (Poitiers, 25 giugno 1960) è un ex rugbista a 15, allenatore di rugby a 15 e dirigente sportivo francese, già terza linea centro di Mont-de-Marsan e Dax e dal 2008 al 2014 direttore sportivo del Biarritz.

## Biografia
Cresciuto al Mont-de-Marsan, militò otto stagioni nella prima squadra di tale club, dal 1978 al 1986, mettendosi in luce a livello internazionale, tanto da esordire in Nazionale nel 1981: con la selezione disputò il suo primo incontro a Brisbane contro l'Australia e, successivamente, otto tornei del Cinque Nazioni, dal 1982 al 1985 e dal 1987 al 1990, con due vittorie a pari merito, una in solitaria e un Grande Slam.
Il suo passaggio al Montferrand nel 1986 fu visto come uno dei più rilevanti della stagione, ma dopo pochi mesi, a causa del rigido inverno dell'Alvernia (-10 °C quell'anno), di fronte al proposito di sua moglie di tornare nel Sud della Francia anche da sola, Rodriguez chiese di lasciare il club.
Si accasò quindi al Dax, dove rimase quasi 10 stagioni fino al 1996, divenendo anche capitano della squadra.
In Nazionale partecipò alla Coppa del Mondo di rugby 1987 in Australia e Nuova Zelanda, disputandovi cinque incontri, tra cui la semifinale, vinta contro gli Wallabies e la successiva finale, persa contro gli All Blacks.
Disputò il suo ultimo incontro internazionale nel 1990 a Nantes, ancora contro la Nuova Zelanda.
Dopo il ritiro avvenuto nel 1996 passò alla carriera tecnica; allenò il Biarritz per sei stagioni vincendo il campionato francese nell'ultima di esse, nel 2002; dopo una pausa di un paio d'anni, trascorsi dapprima a Hossegor gestendo una boutique d'abbigliamento sportivo concessionaria del marchio lanciato dal suo collega Serge Blanco e, successivamente, alle Antille nel tentativo di commercializzare tale linea anche in quei luoghi, tornò ad allenare in patria, prima il Pau nella stagione 2004/05, poi il Brive fino all'autunno del 2006.
A gennaio 2007 venne ingaggiato dal Amatori Catania in sostituzione dell'uscente Blair Larsen. Concluse l'esperienza siciliana a fine stagione raggiungendo la salvezza.
Nel 2008 fu chiamato dalla dirigenza del Biarritz per assumere l'incarico di direttore sportivo del club, che ha ricoperto fino al 2014.
Tra i rugbisti della sua generazione, Rodriguez è classificato per le sue doti di percussione tra le «forze della natura» dal giornalista Jérôme Prévôt che, nel suo Messieurs Rugby, porta quale esempio di potenza di gioco la prestazione del giocatore francese durante un test match a Nantes contro la Nuova Zelanda, vinto anche grazie alle capacità di sfondamento delle terze linee guidate dallo stesso Rodriguez.

## Palmarès

### Allenatore
- Campionati francesi: 1
Biarritz: 2001-02